# 大ハンノ
大ハンノ（英: Hanno the Great）と呼ばれる人物は、歴史上3人いる。

## 大ハンノ (I)
紀元前4世紀の軍事指揮官で大ハンノと呼ばれる最初の人物である。それまでのマゴ家に代わってハンノ家によるカルタゴ支配を始めた。
ローマ帝国の歴史家ユニアヌス・ユスティヌスによると、ハンノの肩書きは「カルタゴのプリンケプス」（princeps Cathaginiensium）としている。貴族・王族としての呼称ではなく、「平等な市民の中の第一のもの」との意味と思われる。紀元前368年、彼の政敵であるスニアトゥスは「最も権力があるカルタゴ人」（potentissimus Poenorum）と呼ばれていた（当時カルタゴでは疫病が広がり、リビュア人の反乱もあり、国力が低下し、マゴ家の力が落ちていた）。数年後にスニアトゥスは反逆罪で告訴され、おそらくは処刑された。
紀元前367年、ハンノは200隻の艦隊を率いて、リルバイオン（現在のマルサーラ）を封鎖していたシュラクサイ艦隊を奇襲してこれに勝利し、シュラクサイの僭主ディオニュシオス1世を撤退させた（リルバイオン包囲戦）。その後20年間、ハンノはカルタゴの指導者であり、また最も裕福な人物であった。
紀元前343年、シュラクサイの内紛に介入してカルタゴはハンノ率いる大軍をシケリアに派遣するが、途中で司令官はマゴ3世に交代している。マゴはコリントスから派遣されたティモレオンに敗北し、カルタゴに戻って自決した（シュラクサイ包囲戦）。
その後、ハンノはカルタゴでのより強力な権力を狙った。民衆に食料を配布し、またリビュア人奴隷や首長を利用して自身の権力を見せ付けた。カルタゴに対する軍事的威嚇ではなかったが、ハンノは逮捕され、反逆者として処刑された。息子であるギスコを除き、家族の多くも処刑された。
しかしほどなくギスコは許され、70隻の艦隊にギリシア人傭兵を乗せてリルバイオンに向かい、ティモレンと講和した。この後、ハンノ家はカルタゴの政治に大きな影響を与えることとなる。
大ハンノ (I)はおそらく大ハンノ (II)の祖先である。

## 大ハンノ (II)

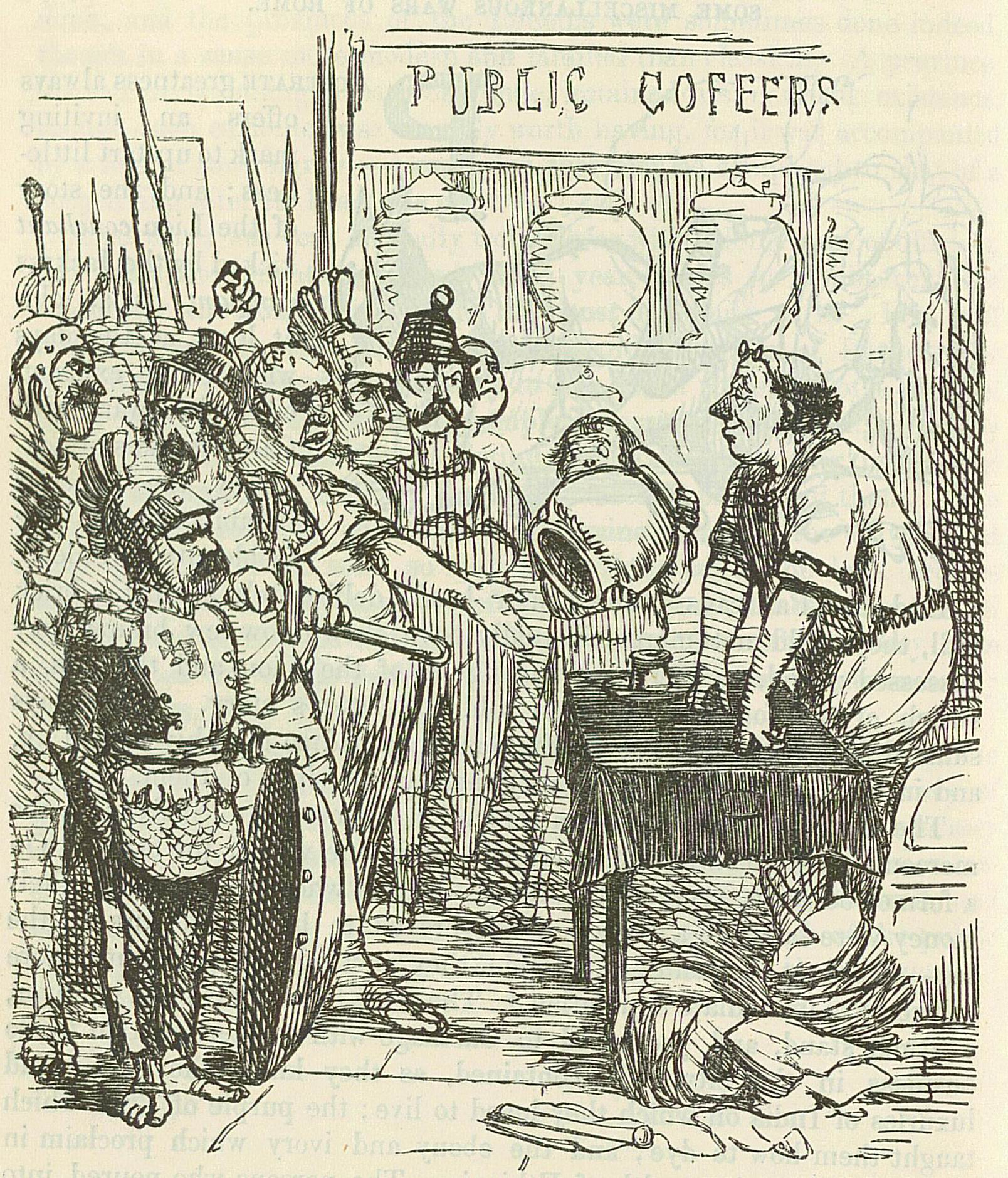
傭兵達に対してカルタゴの国庫にはもう金が無いことを告げる大ハンノ

二人目の大ハンノはカルタゴの貴族、紀元前3世紀、ポエニ戦争で活躍した。カルタゴの反バルカ家勢力として知られる。
ハンノの生家は裕福な貴族階級で、一族は北アフリカとイベリア半島で土地を所有していた。第一次ポエニ戦争では、ハンノは自らの支持層を率いてローマとの戦を継続する事をやめようとする。また海戦で自らの財を失う事を好まず、むしろ北アフリカで所有する土地の事に腐心したと言われている。このような経緯から、カルタゴの将軍ハミルカル・バルカとは対立関係にあった。またハンノは紀元前244年にカルタゴ海軍を解体、ローマに自らの海軍を再建させる隙を与え、それが紀元前241年にカルタゴはローマに敗北する結果となった。
第一次ポエニ戦争終結後、ハンノは政敵ハミルカルが約束したカルタゴ軍に参加した傭兵たちに払うべきである報酬の支払いを拒否、これが傭兵たちの反乱を招く事になる。そして自ら軍を率いて鎮圧に当たるが失敗、軍の統制権は再びハミルカルのもとへ返し、紀元前238年に敵対するハミルカルと協同して反乱を鎮圧した。
彼の名前に「大」と前置きされるのは、北アフリカでカルタゴの敵を制圧した功績のためである。また彼は、対ローマ戦争に反対し続けた。この戦争は海軍の衝突につながるものであったからである。第2次ポエニ戦争ではカルタゴの反戦勢力を率いてカンナエの戦いで勝利をおさめたハンニバル（ハミルカルの息子）への支援の妨害をした。ザマの戦いでハンニバルが敗れると、ハンノはローマとの交渉する外交役を務めた。

## 大ハンノ (III)
三人目の大ハンノは、紀元前2世紀のカルタゴの超保守派政治家である。